# Syneches rufitibia
Syneches rufitibia är en tvåvingeart som beskrevs av Frey 1953. Syneches rufitibia ingår i släktet Syneches och familjen puckeldansflugor. Inga underarter finns listade i Catalogue of Life.